# سیارک ۱۸۸۷۳
سیارک ۱۸۸۷۳ (به انگلیسی: 18873 Larryrobinson، نامگذاری:1999VJ22) هجده هزار و هشتصد و هفتاد و سومین سیارک کشف شده‌است که در ۱۳ نوامبر ۱۹۹۹ کشف شد.
قدر مطلق سیارک برابر ۱۵٫۶۰ است.